# Кромвель (город, Миннесота)
Кромвелл (англ. Cromwell) — город в округе Карлтон, штат Миннесота, США. На площади 5,2 км² (4,7 км² — суша, 0,5 км² — вода), согласно переписи 2002 года, проживают 143 человека. Плотность населения составляет 30,4 чел./км².
- Телефонный код города — 218
- Почтовый индекс — 55726
- FIPS-код города — 27-13780[1]
- GNIS-идентификатор — 0642448[2]